# 船員手帳

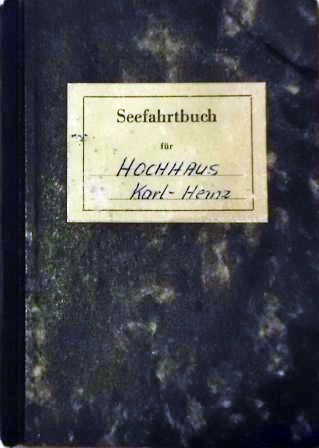
船員手帳

船員手帳（せんいんてちょう、英: mariner’s pocket ledger）は、1978年の船員の訓練及び資格証明並びに当直の基準に関する国際条約に基づき、船員法第83条に則って発給・交付される、船員の健康証明書である。
船員法施行規則28条において、同書の発給は船員に行うことが定められている。
また、出入国管理及び難民認定法第2条で、権限のある機関の発行した船員手帳その他乗員に係るこれに準ずる文書は乗員手帳（じょういんてちょう、英: crew member’s pocket-ledger）と定義されている。

## 詳細
船員手帳に関しては、船員法50条によって船員に対して次のように定められている。
1. 船員は、船員手帳を受有しなければならない。
2. 船長は、船員の乗船中その船員手帳を保管しなければならない。
3. 船員手帳の交付・訂正・書換及び返還に関し必要な事項は、国土交通省令(主に船員法施行規則)で定められる。

その主たる目的は労働者としての船員の権利保護であり、船員手帳が雇用契約が適正かつ有効に成立したことを証明する。
また、同書は、当該船員の身元・資格・健康・乗船履歴の証明にも用いられ、船舶の安全な運行を人的に担保する目的も果たす。よって同書には、所持人の顔写真・氏名・生年月日・本籍から船員の履歴・有給休暇の付与・船員保険・健康証明等に関する事項まで、幅広い事項が記載される。
船員手帳の有効期間は交付・再交付又は書換えを受けたときから10年間である。ただし外国人については、その有効期間は5年間となる。
船舶所有者は、国土交通大臣の指定する医師が船内労働に適することを証明した健康証明書(船員手帳)を持たない者を、船員として船舶に乗り組ませてはならない。

### 発給申請
船員手帳の発給を申請する者は、船員として、船舶所有者との雇用契約(または雇用の予約)の締結を先行させなければならない。
申請者には、船員法38条および85条1項によって、特別な場合を除いて、義務教育を終了してその年齢が15歳以上であることが求められる。また、未成年者が船員となるためには法定代理人の許可を受けなければならない。
申請は、指定の窓口に本人が出頭して、地方運輸局長等に対して行う(外国人の場合は地方運輸局長に対して行う)。
申請窓口も申請者の国籍によって異なる。
日本人
最寄りの地方運輸局又は運輸支局(海事事務所を含む)又は船員法指定市町村
外国人
最寄りの地方運輸局か運輸監理部又はその運輸支局か海事事務所のうち国土交通大臣が指定するもの
船員手帳の各種(交付・書き換え・再交付・訂正・写真貼り換え・記載事項証明など)申請手続きに関する詳細は国土交通省によって公開されている。

## 乗員上陸
国家によっては、船員手帳を所持する者に対して乗員上陸を許可する場合が有り、この場合には、入国中には上陸許可証と乗員手帳の携帯が義務付けられる(出入国管理及び難民認定法16条および23条1項2号)。
ただし、その上陸許可には多少の制限が掛かる。具体的には、日本のように、原則的に寄港地以外へ行けず、上陸中の行動にも制限が掛かる場合がある。船員手帳は渡航文書やパスポートではない。
また乗員上陸許可書は、全ての船員に発行されるとは限らない。ペルシア湾岸には、船員の上陸を一切禁止している国家もある。アメリカ合衆国では、入国監査が厳しく、犯罪者と同姓同名のアルファベットというだけで、無条件に上陸が禁止される場合もある。